# Lábán Rudolf
Lábán Rudolf (1879. december 15. – 1958. július 1.), Rudolf von Laban: táncművész és -teoretikus. Európa modern táncművészetének jelentős személyisége, teoretikusa.

## Élete
Munkásságában kiemelkedő jelentőségű a táncelmélet alapjainak és a koreográfiának (a tánc leírásának) a kidolgozása. A táncelméletéből fejlődött ki az LMA (Laban Movement Analysis: Lábán Mozgáselemzés), amely egy pszichológiai diagnosztikai módszer.
A LMA annak a meghatározására irányul, hogy az erő milyen szerepet tölt be abban a mozgásban, amit a súllyal, az idővel, a térrel és az áramlással jellemez.
Lábán Rudolf a táncművészet meghatározó alakja, a modern táncművészet megalapítója.

## Főbb művei
- Die Welt des Tänzers. Gedankenreigen; Seifert, Stuttgartm 1922
- Choreographie, 1.; Diederichs, Jena, 1926
- Gymnastik und Tanz; Gerhard Stalling, Oldenburg, 1926
- Rudolf Laban–F. C. Lawrence; Effort; Macdonald and Evans, London, 1947
- Principles of dance and movement notation; Macdonald and Evans, London 1956

### Magyarul
- A mozgás művészete; ford. Lánczi Katalin; Ady Művelődési Központ, Bp., 1982 (Színjátszó Központ módszertani sorozata)
- Koreográfia; ford. Nagy Borbála; L'Harmattan, Bp., 2008 (Tánctörténet)
- Táncnak szentelt élet. Visszaemlékezések; ford. Nagy Borbála; L'Harmattan, Bp., 2009 (Tánctörténet)